# Arroyomolinos (Càceres)
Arroyomolinos és un municipi de la província de Càceres, a la comunitat autònoma d'Extremadura (Espanya).

## Evolució demogràfica
| Evolució demogràfica |      |      |      |      |      |      |
| 2000                 | 2001 | 2002 | 2003 | 2004 | 2005 | 2006 |
| 1184                 | 1163 | 1135 | 1076 | 946  | 940  | 981  |

## Història
Va ser fundat l'any 1228 pel rei Alfons IX de Lleó, encara que es troben indicis que al Neolític hi va haver assentaments. A l'imperi romà es van construir els molins que donen nom a la població. Els pobles àrabs també van construir molins a la zona.
El 28 d'octubre de l'any 1811, es va produir el succés històric més important d'Arroyomolinos. Durant la Guerra de la Independència Espanyola, es va produir una de les victòries més importants sobre l'exèrcit francès.
La batalla es coneix amb el nom de Batalla del Arroyo de los Molinos o la Sorpresa de Arroyomolinos. En ella, un combinat de forces dels exèrcits anglès, espanyol i portuguès, sota les ordres del General Hill, va aconseguir derrotar a les tropes franceses comandades pel General Girard.
La població va ser denominada Arroyomolinos de Montánchez des de l'any 1857 fins al 1981 en què va canviar de nom per Arroyomolinos